# گئورگ بروکباور
گئورگ بروکباور (آلمانی: Georg Bruckbauer؛ ۲۳ ژوئیه ۱۹۰۰ – ۱۳ آوریل ۱۹۷۶) فیلم‌بردار اهل اتریش بود.
از فیلم‌هایی که وی در آن‌ها نقش داشته است، می‌توان به سلام، بانوی جوان! وترانه مادر اشاره نمود.